# Communauté d'agglomération Ventoux-Comtat Venaissin
La communauté d'agglomération Ventoux-Comtat Venaissin ou CoVe est un établissement public de coopération intercommunale regroupant 25 communes autour de Carpentras en Vaucluse.

## Historique

Ancien Logo

### District

#### Création
Le District urbain de Carpentras est créé le 26 avril 1966, avec les communes de Carpentras, Aubignan, Le Beaucet, Caromb, Loriol-du-Comtat, Mazan, La Roque-sur-Pernes et Saint-Didier. Son premier président est Maurice Charretier, maire UDF de Carpentras. Il est renommé en District du Comtat Venaissin le 17 août 1967. Le district gère alors le traitement de déchets, l'aérodrome de Carpentras à partir de 1974 et un camping dès 1979. 
En 1987, à la suite du décès de Maurice Charretier, son premier adjoint Jean-Claude Andrieu lui succède à la mairie de Carpentras et à la présidence du district. 

#### Les premiers élargissements
En 1988, les communes de Bédoin, Saint-Hippolyte-le-Graveyron, Vacqueyras et Venasque intègrent le district. 
Durant les années 1990, les communes de Flassan et Lafare rejoignent le district en 1994, suivies par Le Barroux en 1997 et Beaumes-de-Venise en 1998. 
La Roque-Alric adhère au district en 2000. 

### De la communauté de communes à la communauté d'agglomération
En 2002, le district se transforme en communauté de communes et voit l'intégration de quatre nouvelles communes : Crillon-le-Brave, Modène, Saint-Pierre-de-Vassols et Suzette. 
En 2003, la communauté de communes devient communauté d'agglomération. Un ultime élargissement a lieu cette année-là, avec les communes de Beaumont-du-Ventoux, Gigondas, Malaucène et Sarrians. 
En 2008, après la défaite de Jean-Claude Andrieu à Carpentras, Christian Gonnet, maire UMP de Beaumes-de-Venise devient président. Francis Adolphe, maire PS de Carpentras, lui succède en 2014 jusqu'à sa démission en 2018. 
Guy Rey, maire DVG d'Aubignan, est élu de 2018 à 2020 ; puis Jacqueline Bouyac, adjointe au maire de Carpentras DVD, lui succède pour le mandat 2020 à 2026.

## Territoire communautaire

### Composition
La communauté d'agglomération est composée des 25 communes suivantes :

| Nom                          | Code Insee | Gentilé            | Superficie (km2) | Population (dernière pop. légale) | Densité (hab./km2) |
| ---------------------------- | ---------- | ------------------ | ---------------- | --------------------------------- | ------------------ |
| Carpentras (siège)           | 84031      | Carpentrassiens    | 37,92            | 30 854 (2022)                     | 814                |
| Aubignan                     | 84004      | Aubignanais        | 15,7             | 5 962 (2022)                      | 380                |
| Le Barroux                   | 84008      | Barrouxiens        | 16,04            | 663 (2022)                        | 41                 |
| Le Beaucet                   | 84011      | Beaucetains        | 9,04             | 381 (2022)                        | 42                 |
| Beaumes-de-Venise            | 84012      | Balméens           | 18,89            | 2 428 (2022)                      | 129                |
| Beaumont-du-Ventoux          | 84015      | Beaumonais         | 28,16            | 307 (2022)                        | 11                 |
| Bédoin                       | 84017      | Bédoinais          | 91,03            | 3 077 (2022)                      | 34                 |
| Caromb                       | 84030      | Carombais          | 17,98            | 3 469 (2022)                      | 193                |
| Crillon-le-Brave             | 84041      | Crillonnais        | 7,63             | 489 (2022)                        | 64                 |
| Flassan                      | 84046      | Flassanais         | 20,6             | 455 (2022)                        | 22                 |
| Gigondas                     | 84049      | Gigondassiens      | 27,14            | 435 (2022)                        | 16                 |
| Lafare                       | 84059      | Lafarois           | 4,54             | 127 (2022)                        | 28                 |
| Loriol-du-Comtat             | 84067      | Loriolais          | 11,29            | 2 481 (2022)                      | 220                |
| Malaucène                    | 84069      | Malaucéniens       | 45,33            | 2 759 (2022)                      | 61                 |
| Mazan                        | 84072      | Mazanais           | 37,92            | 6 272 (2022)                      | 165                |
| Modène                       | 84077      | Modenois           | 4,73             | 461 (2022)                        | 97                 |
| La Roque-Alric               | 84100      | Rocalriciens       | 4,87             | 51 (2022)                         | 10                 |
| La Roque-sur-Pernes          | 84101      | Roquerois          | 11,03            | 431 (2022)                        | 39                 |
| Saint-Didier                 | 84108      | Saint-Didierois    | 3,62             | 2 192 (2022)                      | 606                |
| Saint-Hippolyte-le-Graveyron | 84109      | Saint-Hippolytains | 4,94             | 170 (2022)                        | 34                 |
| Saint-Pierre-de-Vassols      | 84115      | Vassoliens         | 4,93             | 504 (2022)                        | 102                |
| Sarrians                     | 84122      | Sarriannais        | 37,49            | 5 834 (2022)                      | 156                |
| Suzette                      | 84130      | Suzettiers         | 6,75             | 111 (2022)                        | 16                 |
| Vacqueyras                   | 84136      | Vacqueyrassiens    | 8,97             | 1 192 (2022)                      | 133                |
| Venasque                     | 84143      | Venasquais         | 35,01            | 1 069 (2022)                      | 31                 |

### Démographie
| 1968   | 1975   | 1982   | 1990   | 1999   | 2010   | 2015   | 2021   |
| ------ | ------ | ------ | ------ | ------ | ------ | ------ | ------ |
| 42 083 | 46 987 | 51 221 | 54 796 | 60 597 | 68 362 | 69 203 | 71 956 |

## Administration

### Siège

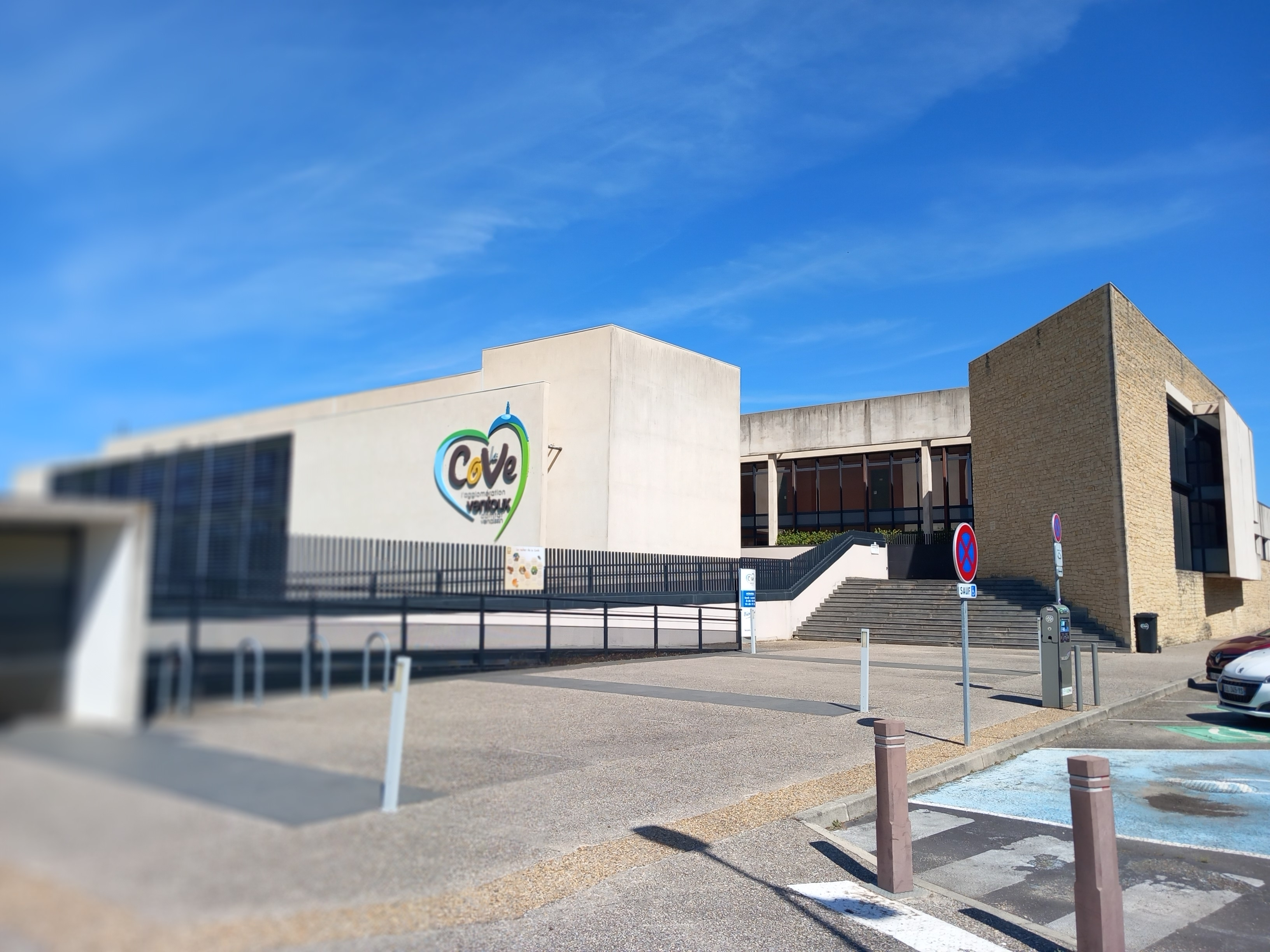
hotel de la Cove

Le siège de la communauté d'agglomération a été inauguré en 2003. Il est situé sur l'avenue du Mont Ventoux à Carpentras.

### Les élus
Le conseil communautaire de la communauté d'agglomération se compose de 60 conseillers, représentant chacune des communes membres et élus pour une durée de six ans.
Ils sont répartis comme suit :
| Nombre de conseillers | Communes                                    |
| --------------------- | ------------------------------------------- |
| 23                    | Carpentras                                  |
| 4                     | Aubignan, Mazan, Sarrians                   |
| 2                     | Bédoin, Caromb, Loriol-du-Comtat, Malaucène |
| 1 (+1 suppléant)      | les 17 autres communes                      |

### Présidence
Le président est élu par le conseil.
| Mandat        | Président | Président           | Parti    | Commune           |
| ------------- | --------- | ------------------- | -------- | ----------------- |
| 2001-2008     |           | Jean-Claude Andrieu | RPR      | Carpentras        |
| 2008-2014     |           | Christian Gonnet    | UMP      | Beaumes-de-Venise |
| 2014-2018     |           | Francis Adolphe     | PS       | Carpentras        |
| 2018-2020     |           | Guy Rey             | DVG      | Aubignan          |
| 2020-en cours |           | Jacqueline Bouyac   | Horizons | Carpentras        |

### Compétences
Les compétences transférées par les communes à la communauté d'agglomération sont,, :
- les zones d’activités, certains équipements industriels, artisanaux et agricoles, les réseaux câblés et d’infrastructures de télécommunications ;
- des réserves foncière, le schéma de cohérence territoriale, les transports urbains ;
- le programme local de l’habitat, le logement social
- la politique de la ville, la prévention de la délinquance, les aires d'accueil des Gens du voyage ;
- la voirie et le stationnement ;
- la collecte des déchets, le tri sélectif, la lutte contre la pollution de l'air et les nuisances sonores ;
- certains équipements culturels et sportifs ;
- certaines intervention en milieu scolaire et certains équipements scolaires ;
- les structures d'hébergement intercommunales, certains bâtiments et services touristiques, les informations touristiques ;
- la lutte contre les incendies et l'organisation des secours ;
- certains équipements sociaux ;
- les transports scolaires ;
- le ramassage des animaux errants.

### Régime fiscal et budget
Le régime fiscal de la communauté d'agglomération est la fiscalité professionnelle unique (FPU).
Le budget de la COVE s'élevait à 33,75 millions d'euros en 2008 et provenait :
- de la fiscalité (taxe professionnelle TPU payée par les entreprises) à hauteur de 42 % ;
- des dotations (de compensation et d'intercommunalité) versées par l'État, à hauteur de 25 % ;
- de la taxe d'enlèvement des ordures ménagères à hauteur de 16 % ;
- d'autres recettes à hauteur de 17 %.

Les principaux taux étaient :
- TEOM (Taxe d’enlèvement des ordures ménagères) : 11.01 %
- TPU (Taxe Professionnelle Unique) : 22,92 % (ce taux sera atteint par toutes les communes de la CoVe en 2012)
- Versement transport : 0,30 %